# Леонідо Фантоні
Леонідо Фантоні, також відомий як Ніжінью (порт. Leonízio Fantoni (Niginho), 12 лютого 1912, Белу-Оризонті — 5 вересня 1975, там само) — бразильський футболіст, що грав на позиції нападника, зокрема, за клуби «Палестра-Мінейро» та «Крузейру», а також національну збірну Бразилії. По завершенні ігрової кар'єри — тренер.
Семиразовий переможець Ліги Мінейро. Переможець Ліги Пауліста.

## Клубна кар'єра
У футболі дебютував 1926 року виступами за команду «Палестра-Мінейро», в якій провів шість сезонів.

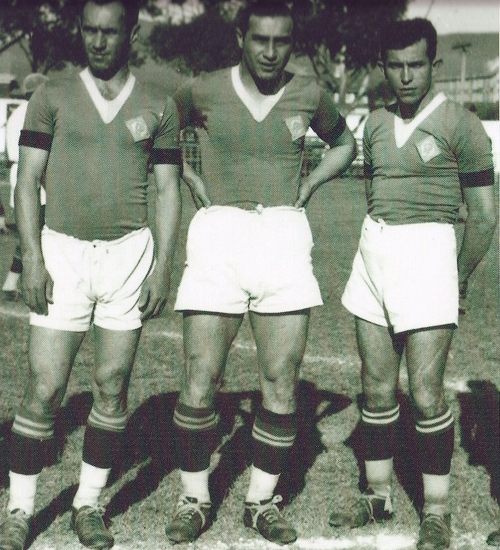
Ніжінью (в центрі) разом з партнерами по «Палестра-Італії». 1936 рік.

Згодом з 1932 по 1942 рік грав у складі команд «Лаціо», «Палестра-Італія», «Васко да Гама» та «Палестра-Мінейро».
1942 року перейшов до клубу «Крузейру», за який відіграв 4 сезони. Завершив професійну кар'єру футболіста у 1946 році.

## Виступи за збірну
1937 року дебютував в офіційних матчах у складі національної збірної Бразилії. Протягом кар'єри у національній команді провів у її формі 5 матчів, забивши 2 голи.
Був присутній в заявці збірної на чемпіонаті світу 1938 року у Франції, але на поле не виходив.

## Кар'єра тренера
Розпочав тренерську кар'єру невдовзі по завершенні кар'єри гравця, 1948 року, очоливши тренерський штаб клубу «Крузейру».
1950 року став головним тренером команди «Сантус», тренував команду з Сантуса один рік.
Згодом протягом 1953—1955 років очолював тренерський штаб клубу «Крузейру».
1959 року знов прийняв пропозицію попрацювати у клубі «Крузейру». Залишив команду з Белу-Орізонті 1961 року.
Останнім місцем тренерської роботи знову був клуб «Крузейру», головним тренером команди якого Леонідо Фантоні був з 1962 по 1963 рік.
Помер 5 вересня 1975 року на 64-му році життя у місті Белу-Оризонті.

## Титули і досягнення
- Переможець Ліги Мінейро (7):

«Палестра-Італія»: 1928, 1929, 1930, 1940
«Крузейру»: 1943, 1944, 1945
- Переможець Ліги Пауліста (1):

«Палестра-Італія»: 1936
- Бронзовий призер чемпіонату світу: 1938
- Срібний призер Чемпіонату Південної Америки: 1937

| Дата       | Місто        | Господарі | Результат | Гості    | Турнір                           | Голи | Примітки |
| ---------- | ------------ | --------- | --------- | -------- | -------------------------------- | ---- | -------- |
| 27-12-1936 | Буенос-Айрес | Бразилія  | 3 – 2     | Перу     | Чемпіонат Південної Америки 1937 | 1    |          |
| 03-01-1937 | Буенос-Айрес | Бразилія  | 6 – 4     | Чилі     | Чемпіонат Південної Америки 1937 | -    |          |
| 13-01-1937 | Буенос-Айрес | Бразилія  | 5 – 0     | Парагвай | Чемпіонат Південної Америки 1937 | -    |          |
| 19-01-1937 | Буенос-Айрес | Бразилія  | 3 – 2     | Уругвай  | Чемпіонат Південної Америки 1937 | 1    |          |
| 30-01-1937 | Буенос-Айрес | Аргентина | 1 – 0     | Бразилія | Чемпіонат Південної Америки 1937 | -    |          |
| Усього     |              | Матчів    | 5         |          | Голів                            | 2    |          |